# Công (nhiệt động lực học)
Trong vật lý, công là một đại lượng vô hướng có thể mô tả là tích của lực với quãng đường dịch chuyển mà nó gây ra, và nó được gọi là công của lực. Chỉ có thành phần của lực theo phương chuyển động ở điểm đó thì mới gây ra công. Khái niệm công được đề ra đầu tiên vào năm 1826 bởi nhà toán học người Pháp Gaspard-Gustave Coriolis.